# Szent Gellért-díj
A Szent Gellért-díjat a Magyar Katolikus Püspöki Konferencia alapította azzal a céllal, hogy lehetőséget teremtsen a katolikus közoktatásban végzett kiemelkedő munka elismerésére.
Az elismerést az illetékes fenntartó adományozza.

## A díj adományozásának feltétele
- elkötelezett hitvalló élet
- következetes, kitartó, színvonalas nevelő-oktató (vagy egyéb) munka
- szilárd erkölcsi alapokon álló munka, mellyel kivívta a tanulók, szülők, munkatársak egyöntetű elismerését

## A díj
- Arany vagy ezüst fokozat adományozható 
  - Arany fokozattal nettó 75 ezer forint jár
  - ezüst fokozattal nettó 50 ezer forint (2010-ben), amit a fenntartó áll.
- Az érmeket és az oklevelet a KPSZTI biztosítja a fenntartó kérésére

A díj egész évben adható (pl. Szent Gellért ünnepe, tanévnyitó, ill. tanévzáró ünnepség, karácsonyi ünnepség).